# Martin Elmiger

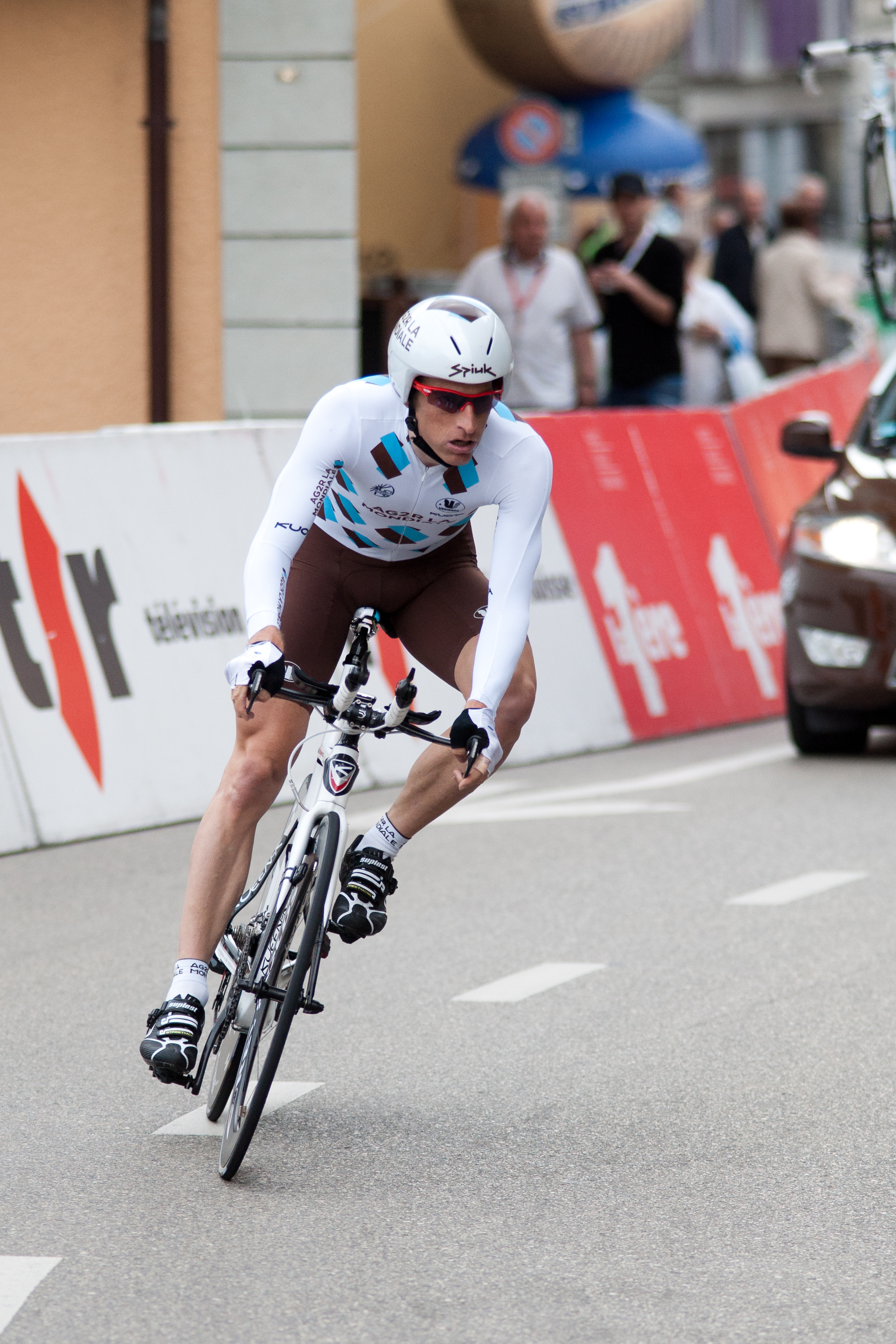
Martin Elmiger på etapp 3 under 2010 års Romandiet runt.

Martin Elmiger, född 23 september 1978 i Hagendorn, Zug, är en schweizisk professionell tävlingscyklist. Han tävlade från säsongen 2007 fram till och med 2012 för det franska stallet Ag2r-La Mondiale. Från och med 2013 tävlar han för IAM Cycling.

## Karriär
Martin Elmiger blev professionell 2001 med Post Swiss Team, men året därpå blev han kontrakterad av det schweiziska cykelstallet Phonak Hearing Systems. Schweizaren tävlade med Phonak Hearing Systems tills stallet lade ned sin cykelverksamhet i slutet av 2006.
Elmiger vann det schweiziska nationsmästerskapets linjelopp 2001, 2005 och 2010.
Under säsongen 2004 vann Elmiger etapp 3 av Tour du Languedoc-Rousillon. Under säsongen slutade han även tvåa i GP Pino Cerami och Paris-Bourges. Ett år tidigare hade han vunnit den schweiziska tävlingen GP Kanton Aargau Gippingen och under 2005 var han tillbaka för att vinna tävlingen igen, men slutade det året trea efter Matteo Tosatto och landsmannen Markus Zberg. 
Martin Elmiger vann två etapper av Tour Down Under 2007 och vann i slutet tävlingens sammandrag med tre sekunder före Karl Menzies från Australien. Under säsongen vann han också Grand Prix d'Isbergues.
I mitten av maj 2008 vann Elmiger etapp 2 av Tour de Picardie framför uzbeken Sergej Lagutin och belgaren Greg Van Avermaet. Två dagar senare stod det klart att Elmiger hade slutat trea på det franska etapploppet efter fransmännen Sébastien Chavanel och Jean Eudes Demaret. Under säsongen slutade han tvåa på etapp 1 av Schweiz runt och på det schweiziska nationsmästerskapets linjelopp efter Markus Zberg. Under Tour de France 2008 slutade han tvåa på etapp 11 framför norrmannen Kurt-Asle Arvesen i en spurtuppgörelse.
I mars 2009 slutade han trea på Montepaschi Strade Bianche-Eroica Toscana bakom Thomas Lövkvist och Fabian Wegmann. Elmiger slutade även tvåa på etapp 1 av Circuit de Lorraine Professionnel bakom portugisen Manuel Antonio Cardoso.

## Meriter
2000
- Stausee Rundfahrt Klingnau

2001
- Nationsmästerskapens linjelopp

2003
- Etapp 3 Tour du Languedoc-Roussillon

2005
- Etapp 1, Katalonien runt
- Nationsmästerskapens linjelopp

2007
- Tour Down Under
- Grand Prix d'Isbergues

2008
- Etapp 2, Tour de Picardie

2010
- Nationsmästerskapens linjelopp

## Stall
- Saeco Macchine per Caffé-Valli & Valli (stagiaire) 2000
- Post Swiss Team 2001
- Phonak Hearing Systems 2002–2006
- Ag2r Prévoyance 2007–2012
- IAM Cycling 2013–